# Frederick Leigh Gardner
Frederick Leigh Gardner (1857 - 1930) foi um ocultista britânico, membro de várias ordens iniciáticas, dentre elas a Ordem Hermética da Aurora Dourada (Golden Dawn).

## Biografia
Gardner nasceu em Londres, em 31 de março de 1857, filho de um contador. Seus pais eram espíritas e sessões mediúnicas eram realizadas em sua casa, sendo que, em algumas delas, o jovem Gardner "incorporava" um guia índio. 
Iniciou sua vida profissional como caixeiro de um corretor da bolsa, vindo a tornar-se, ele próprio, em 1886, um corretor da Bolsa de Valores, de onde se aposentou em 1903, tornando-se um livreiro antiquário.